# Bopomofo

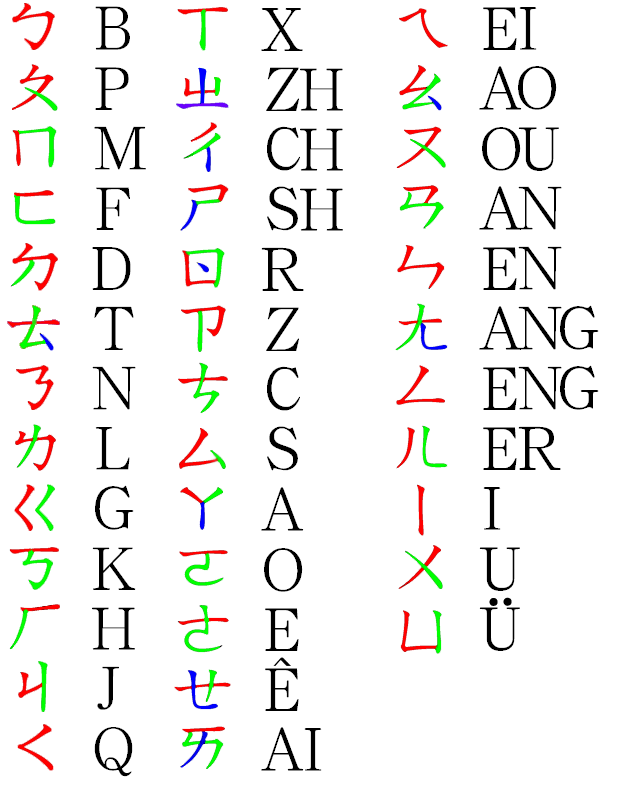
Équivalence bopomofo-pinyin. Les traits sont tracés dans l'ordre rouge, vert, bleu.

Le bopomofo (ㄅㄆㄇㄈ) ou zhuyin fuhao (chinois traditionnel : 注音符號 ; chinois simplifié : 注音符号 ; pinyin : zhùyīn fúhào ; Wade : chu-yin fu-hao ; litt. « symboles phonétiques ») est un alphabet créé pour être utilisé dans la transcription du mandarin à des fins pédagogiques et didactiques. Au XXIe siècle, à Taïwan il est, avec le cangjie et le dayi l'une des trois méthodes les plus utilisées pour la saisie de l'écriture sur les claviers taïwanais. Il peut — au moyen de signes additionnels — permettre la notation d'autres langues chinoises, notamment le hakka et le minnan, deux autres principales langues de Taïwan. En Chine continentale, ce système a été abandonné au profit du seul pinyin fondé sur une transcription latine au moment de la prise du pouvoir du Parti communiste chinois.
Le mot bopomofo vient des quatre premières lettres de cet alphabet :
- bo (ㄅ) pour la consonne b /p/ ;
- po (ㄆ) pour la consonne p /ph/ ;
- mo (ㄇ) pour la consonne m /m/ ;
- fo (ㄈ) pour la consonne f /f/.

## Histoire et technique de la création des caractères bopomofo
Le système bopomofo été créé par la Commission sur l'unification de la prononciation de 1912-1913 sous la République de Chine (1912-1949) naissante, afin de simplifier l'apprentissage de la phonétique du mandarin. Jusqu'à sa création, des caractères très utilisés étaient assemblés pour représenter la phonétique des autres caractères. L'idée était d'apprendre la prononciation du mandarin à tous les Chinois, ceux-ci lisant tous la même écriture, mais ayant une prononciation différente, en fonction de la langue.
Par exemple le caractère « ㄖ » est dérivé du caractère soleil ancien. La forme moderne étant « 日 ». Ce caractère se prononçant rì en mandarin (transcription pinyin), il sert à représenter la consonne « r ». La majorité des zhuyin fonctionnent sur le même principe.

## Graphèmes du bopomofo

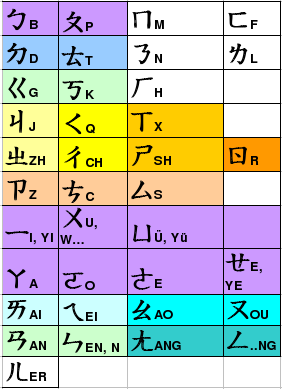
Équivalences Zhuyin-Pinyin, avec catégorisation phonétique.

Bopomofo/zhuyin (les colonnes zhuyin et pinyin montrent les équivalences)
| zhǔyīn                      | pīnyīn | API | zhǔyīn | pīnyīn | API | zhǔyīn | pīnyīn | API | zhǔyīn | pīnyīn | API |
| Consonnes (ou 聲母 shēngmǔ) |        |     |        |        |     |        |        |     |        |        |     |
| ㄅ                          | b      | b̥   | ㄆ     | p      | pʰ  | ㄇ     | m      | m   | ㄈ     | f      | f   |
| ㄉ                          | d      | d̥   | ㄊ     | t      | tʰ  | ㄋ     | n      | n   | ㄌ     | l      | l   |
| ㄍ                          | g      | g̊   | ㄎ     | k      | kʰ  | ㄏ     | h      | x   |        |        |     |
| ㄐ                          | j      | ʥ̥   | ㄑ     | q      | ʨʰ  | ㄒ     | x      | ɕ   | ㄧ     | y      | j   |
| ㄓ                          | zh     | ɖʐ̥  | ㄔ     | ch     | ʈʂʰ | ㄕ     | sh     | ʂ   | ㄖ     | r      | ʐ   |
| ㄗ                          | z      | ʣ̥   | ㄘ     | c      | ʦʰ  | ㄙ     | s      | s   | ㄨ     | w      | w   |
| Voyelles (ou 韻母 yùnmǔ)    |        |     |        |        |     |        |        |     |        |        |     |
| ㄚ                          | a      | a   | ㄛ     | o      | o   | ㄜ     | e      | ɤ   | ㄝ     | ê      | ɛ   |
| ㄞ                          | ai     | ai  | ㄟ     | ei     | ei  | ㄠ     | ao     | aʊ  | ㄡ     | ou     | ou  |
| ㄢ                          | an     | an  | ㄣ     | en     | ǝn  | ㄤ     | ang    | ɑŋ  | ㄥ     | eng    | ǝŋ  |
| ㄩ                          | ü      | y   | ㄧ     | i      | i   | ㄨ     | u      | u   | ㄦ     | er     | ə˞  |
| Tons (ou 聲調 shēngdiào)    |        |     |        |        |     |        |        |     |        |        |     |
| 1 : -                       | ˉ      | ˉ   | 2 : ˊ  | ˊ      | ˊ   | 3 : ˇ  | ˇ      | ˇ   | 4 : ˋ  | ˋ      | ˋ   |

### Extension pour le taïwanais
Le bopomofo étendu au taïwanais ajoute des caractères pour les consonnes voisées, les voyelles nasales et les finales.
| zhǔyīn                      | tâi-lô | API     | zhǔyīn | tâi-lô | API     | zhǔyīn | tâi-lô | API     | zhǔyīn             | tâi-lô | API    |
| --------------------------- | ------ | ------- | ------ | ------ | ------- | ------ | ------ | ------- | ------------------ | ------ | ------ |
| Consonnes (ou 聲母 shēngmǔ) |        |         |        |        |         |        |        |         |                    |        |        |
| ㄅ                          | p      | p       | ㆠ     | b      | b       | ㄆ     | ph     | pʰ      | ㄇ                 | m      | m      |
| ㄉ                          | t      | t       | ㄊ     | th     | tʰ      | ㄋ     | n      | n       | ㄌ                 | l      | l      |
| ㄍ                          | k      | k       | ㆣ     | g      | g       | ㄎ     | kh     | kʰ      | ㄫ                 | ng     | ŋ      |
| ㄏ                          | h      | x       |        |        |         |        |        |         |                    |        |        |
| ㄐ                          | tsi    | t͡ɕ      | ㆢ     | ji     | d͡ʑ      | ㄑ     | tshi   | t͡ɕʰ     | ㄒ                 | si     | ɕ      |
| ㄗ                          | ts     | t͡s      | ㆡ     | j      | d͡z      | ㄘ     | tsh    | t͡sʰ     | ㄙ                 | s      | s      |
| Voyelles (ou 韻母 yùnmǔ)    |        |         |        |        |         |        |        |         |                    |        |        |
| ㄧ                          | i      | i       | ㆪ     | inn    | ĩ       | ㄨ     | u      | u       | ㆫ                 | unn    | ũ      |
| ㄚ                          | a      | a       | ㆩ     | ann    | ã       | ㄛ     | oo     | ɔ       | ㆧ                 | onn    | ɔ̃      |
| ㄜ                          | o      | ə       |        |        |         | ㆤ     | e      | e       | ㆥ                 | enn    | ẽ      |
| ㄞ                          | ai     | ai      | ㆮ     | ainn   | ãĩ      | ㄠ     | au     | ɑu      | ㆯ                 | aunn   | ɑ̃ũ     |
| ㆰ                          | am     | am      | ㆱ     | om     | ɔm      |        |        |         | ㆬ                 | m      | m̩      |
| ㄢ                          | an     | an      | ㄣ     | n      | -n      |        |        |         |                    |        |        |
| ㄤ                          | ang    | ɑŋ      | ㆲ     | ong    | ɔŋ      | ㄥ     | -ng    | əŋ      | ㆭ                 | ng     | ŋ̍      |
| Tons (ou 聲調 shēngdiào)    |        |         |        |        |         |        |        |         |                    |        |        |
| 1 :                         |        | ˥ (55)  | 2 : ˋ  | ◌́      | ˥˩ (51) | 3 : ˪  | ◌̀      | ˧˩ (31) | 4 : ㄅ, ㄉ, ㄍ, ㄏ |        | ˧ʔ (3) |
| 5 : ˊ                       | ◌̂      | ˨˦ (24) |        |        |         | 7 : ˫  | ◌̄      | ˧ (33)  | 8 : ㄅ̇, ㄉ̇, ㄍ̇, ㄏ̇ | ◌̍      | ˥ʔ (5) |

### Extension pour le cantonais
| zhǔyīn                      | API          | zhǔyīn | API   | zhǔyīn | API   | zhǔyīn      | API          |
| --------------------------- | ------------ | ------ | ----- | ------ | ----- | ----------- | ------------ |
| Consonnes (ou 聲母 shēngmǔ) |              |        |       |        |       |             |              |
| ㄅ                          | p            | ㄆ     | pʰ    | ㄇ     | m     | ㄈ          | f            |
| ㄉ                          | t            | ㄊ     | tʰ    | ㄋ     | n     | ㄌ          | l            |
| ㄍ                          | k            | ㄎ     | kʰ    | ㄫ     | ŋ     | ㄏ          | h            |
| ㄐ                          | t͡s           | ㄑ     | t͡sʰ   | ㄒ     | s     |             |              |
| ㆼ                          | kʷ           | ㆽ     | kʷʰ]  |        |       |             |              |
| Semi-voyelles               |              |        |       |        |       |             |              |
| ㄧ                          | iː, j        | ㄨ     | uː, w | ㄩ     | y, jy |             |              |
| Voyelles (ou 韻母 yùnmǔ)    |              |        |       |        |       |             |              |
| ㄚ                          | aː           | ㄛ     | ɔː    |        |       | ㄝ          | ɛː           |
| ㆿ                          | ɐ            | ㆾ     | œː    |        |       |             |              |
| ㄞ                          | aːi          | ㄟ     | ɐi    | ㄠ     | aːu   | ㄡ          | ɐu           |
| ㄢ                          | aːn          | ㄣ     | ɐn    | ㄤ     | aːŋ   | ㄥ          | ɐŋ           |
| ㄇ                          | m̩            | ㄫ     | ŋ̩     |        |       |             |              |
| Consonnes finales           |              |        |       |        |       |             |              |
| ㄇ                          | -m           | ㄋ     | -n    | ㄫ     | -ŋ    |             |              |
| ㄆ                          | -p̚           | ㄊ     | -t̚    | ㄎ     | -k̚    |             |              |
| Tons (ou 聲調 shēngdiào)    |              |        |       |        |       |             |              |
| 1 : ˉ                       | ˥ 55 / ˥˧ 53 | 2 : ˇ  | ˧˥ 35 | 3 : ˋ  | ˧ 33  | 4 : ˊ       | ˩ 11 / ˨˩ 21 |
| 5 : ˘                       | ˨˧ 23        | 6 : ˆ  | ˨ 22  | 7 : ˙  | ˥ 5   | 8 : (aucun) | ˧ 3          |
| 9 : ʻ                       | ˨ 2          |        |       |        |       |             |              |

## Règles d'écriture et de lecture

### Notation des finales
Trois des signes notant les voyelles finales, ㄣ /en/, ㄤ /ang/ et ㄥ /eng/, sont aussi utilisés pour noter les consonnes nasales seules quand les voyelles ㄧ /i/ et ㄨ /u/ les précèdent : ainsi ㄧㄣ se lit /in/, ㄧㄥ /ing/ et ㄨㄥ /ung/ (écrit
-ong en pīnyīn). Le pīnyīn yong / -iong est rendu par ㄩㄥ /üng/, en conformité avec l'histoire phonétique : /ü/ provenant historiquement de /iu/, la notation par /üng/ revient à écrire /iung/. On prononce bien sûr normalement [jʊŋ]. De la même manière, ㄦ /er/ sert aussi à indiquer la rétroflexion d'une voyelle : ㄅㄧㄢㄦ se lit /bianr/, soit [b̥jə˞] (voir aussi Suffixe -er).

### Voyelles
La transcription en bopomofo suit parfois les mêmes conventions qu'en pīnyīn : elle n'indique pas les variantes allophoniques des voyelles. Ainsi ㄧㄢ /ian/ vaut [jɛn] et non [jan]. Les différences sont surtout dues au fait que le bopomofo est plus une transcription phonologique (l'on note les phonèmes en tant qu'unités fonctionnant en opposition) que phonétique (l'on note ce que l'on entend).
Certaines irrégularités du pīnyīn disparaissent : alors que, par exemple, la finale complexe /jou/ est notée en pīnyīn par you mais -iu après une consonne, ce sont toujours les signes ㄧㄡ que l'on utilise en bopomofo. De même, /wei/ (pīnyīn : wei / -ui) est toujours rendu par ㄨㄟ, /wǝn/ (pīnyīn : wen / -un) par ㄨㄣ, et la voyelle /ü/ est écrite ㄩ quelle que soit sa position dans la syllabe (en pīnyīn, on peut l'écrire yu, u dans ju, qu, xu, et ü dans lü et nü).
Enfin, le bopomofo distingue clairement les allophones de /e/, ㄝ [ɛ] et ㄜ [ɤ], tous deux notés par e en pīnyīn ; on ne trouve ㄝ [ɛ] qu'après une voyelle palatale ─ /i/ ou /ü/ ─ ou bien quand il constitue la syllabe à lui seul.

### Initiale et finale nulles
Les syllabes à voyelle fermée sans consonne initiale, celles notées en pīnyīn par les digrammes yi /i/, wu /u/ et yu /ü/, sont rendues en bopomofo par la voyelle seule, soit ㄧ, ㄨ et ㄩ respectivement.
De la même façon, les syllabes sans voyelle finale mais dont la consonne est vocalisée (soient en pīnyīn zhi [ɖʐ̥ʅ], chi [ʈʂʰʅ], shi [ʂʅ], zi [dz̥ɿ], ci [tsʰɿ], si [sɿ] et ri [ʐʅ]) sont simplement transcrites en bopomofo par les lettres simples ㄓ, ㄔ, ㄕ, ㄗ, ㄘ, ㄙ et ㄖ, sans signe de voyelle.
Note : il est d'usage, dans la transcription des langues chinoises, de rendre la vocalisation d'une consonne au moyen des symboles [ɿ] et [ʅ], ce dernier après une consonne rétroflexe ; c'est, en pīnyīn, la voyelle -i qui joue ce rôle. En API, enfin, il faut utiliser le symbole souscrit [ˌ]. Dans tous les cas, le symbole utilisé ne transcrit pas une voyelle mais une absence de voyelle : c'est la consonne seule qui est vocalisée, c'est-à-dire rendue syllabique.

## Exemple
Table d'exemple sinogramme-zhuyin-pinyin.
王之渙 《登鸛雀樓》(Wáng Zhīhuàn, Dēng Guànquè Lóu)
| 白日依山盡 黃河入海流 欲窮千里目 更上一層樓 | ㄅㄞˊ ㄖˋ ㄧ ㄕㄢ ㄐㄧㄣˋ ㄏㄨㄤˊ ㄏㄜˊ ㄖㄨˋ ㄏㄞˇ ㄌㄧㄡˊ ㄩˋ ㄑㄩㄥˊ ㄑㄧㄢ ㄌㄧˇ ㄇㄨˋ ㄍㄥˋ ㄕㄤˋ ㄧˋ ㄘㄥˊ ㄌㄡˊ | Bái rì yī shān jìn huáng hé rù hǎi liú Yù qióng qiān lǐ mù gèng shàng yì céng lóu |

Note : les marques tonales peuvent aussi s'écrire au-dessus de la voyelle (ㄌㄧ̌, ㄧ̀). Le ton 1 n'est pas noté et le cinquième ton est noté par un point, alors qu'en pinyin le premier ton est un macron et que le cinquième ton n'est pas noté.

## Clavier
Clavier de la République de Chine (Taïwan), utilisant le bopomofo (zhuyin, en haut à droite), cangjie (en bas à gauche) et dayi (en bas à droite).

## Divers
- code ISO 15924 : Bopo